# 独立戦車旅団 (ロシア陸軍)
独立戦車旅団（отдельная танковая бригада ；略称отбр）は、ロシア陸軍の基本的な展開部隊である。戦車大隊を3個大隊、自動車化狙撃大隊（機械化歩兵）を1個大隊、自走榴弾砲大隊を1個大隊、その他いくつかの戦闘支援/後方支援部隊（大隊から小隊規模）を保有する諸兵科連合部隊であり、兵力は約3千人。通常、指揮官は少将である。

## 概要
現在の独立戦車旅団は、2008年の再編計画のもとで採択された戦闘単位である。ロシア陸軍の再編計画では、従来採用されてきた連隊－師団－軍（軍団）－軍管区という指揮系統が見直され、旅団が戦略単位とされた。
2008年12月、ロシア連邦軍参謀総長により以下の定員表が承認された。
1. 定員表第10/020号

## 編制
- 旅団本部
- 自動車化狙撃大隊
- 狙撃手小隊
- 戦車大隊 x3
- 自走榴弾砲大隊
- ロケット砲大隊
- 高射ミサイル大隊
- 高射大隊
- 偵察中隊
- 工兵中隊
- 放射線・化学・生物学防護中隊
- 通信大隊
- 電波電子戦中隊
- 統制小隊
- 統制・電波探知偵察小隊
- 統制小隊
- 修理・復旧大隊
- 物資保障大隊
- 警備中隊
- 衛生中隊
- 編集部
- 軍楽隊
- クラブ
- 教官小隊
- トレーナー小隊
- 演習場

## 人員
| 階級     | 員数 |
| -------- | ---- |
| 将校     | 248  |
| 下士官   | 730  |
| 兵       | 1928 |
| 文官     | 133  |
| 被教育者 | 10   |
| 計       | 2901 |

## 装備

### 主要装備
- 高射ミサイル複合体「トール」 x12
- 高射ミサイル・機関砲複合体「ツングースカ-M1」 x6
- 高射ミサイル複合体「ストレラ-10M3」 x6
- 携帯式高射ミサイル複合体「イグラ」 x36
- 電波探知局「クーポル」 x1
- 偵察・統制所PPRU-1M x1
- 指揮所9S912 x8
- 戦闘車BM-21-1 x18
- 152-mm自走砲2S19「ムスタ-S」 x18
- 30-mm自動擲弾筒AGS-17 x6
- 複合体1V12M x1
- 複合体1V17 x1
- 偵察所PRP-4M x3
- 局P-18R x1
- 局SBR-5 x7
- 中戦車 x90
- 戦車T-72BK x4
- 戦車Т-90С x12
- 歩兵戦闘車BMP-3 x49
- 装輪式装甲輸送車 x6
- 戦闘偵察車BRM-3K x3
- 車両BREM-1 x8
- 車両BREM-L x1
- 車両IMR-3M x2
- 戦車橋MTU-20 x1
- 浚渫機PEM-2 x2
- 電波探知局35N6 x1
- 無線局R-166 x1
- 無線局R-166-0 x5
- 指揮・幕僚車R-142TO x2
- 指揮・幕僚車R-142NMR x4
- 指揮・幕僚車R-149BMRG x7
- 指揮・幕僚車R-149BMR x8
- 衛星通信局R-441-О x1
- 局R-330Zh x1
- 電波妨害局R-330B x2
- 妨害局R-934B x2
- 妨害送信機RP-377UV x24
- 複合体RP-377LA x1
- 複合体RP-377L x1
- 統制所R-330K x1
- 装置RP-330KPK x1
- 移動技術管制複合体MKTK-1A x1
- 車両RKhM-6 x3
- 車両BMO-T x3
- 指揮・幕僚車R-142T x1

### 自動車装備
- 自動車 x590
  - 軽自動車 x2
  - 貨物車 x240
  - 特殊車両（汎用） x12
  - 特殊車両（兵科・兵種） x336
- 兵器牽引、兵員・貨物輸送、兵器・機材組み立て用の装軌式輸送・牽引車 x39
- 兵器・機材牽引、兵器・機材組み立て用の装軌式輸送・牽引車 x20
- 機材牽引、組み立て用のトラクター x2
- 輸送連結車 x122

### 動物
- 警備犬 x16
- 地雷捜索犬 x7